# Carlo IV d'Alençon
Carlo di Valois-Alençon in francese: Charles IV d'Alençon (Alençon, 2 settembre 1489 – Lione, 11 aprile 1525) fu duca d'Alençon e conte di Perche (Carlo IV) dal 1492 alla sua morte e conte d'Armagnac, Fénezac e Rodez (Carlo II) dal 1497 alla sua morte.

## Origine
Carlo era figlio di Renato I, duca d'Alençon e conte di Perché, e di Margherita di Lorena-Vaudémont, figlia di Federico II, conte de Vaudémont e di Iolanda d'Angiò, e nipote (zio materno) del Duca d'Angiò e Conte di Provenza e di Forcalquier, Duca di Bar, e Duca di Lorena ed anche Re di Napoli, Renato.
Carlo, sia secondo i Documens historiques et généalogiques sur les familles et les hommes remarquables du Rouergue, che secondo Pierre de Guibours, detto Père Anselme de Sainte-Marie o più brevemente Père Anselme, era il nipote (nonna paterna) di Maria d'Armagnac (figlia del Conte di Rodez, conte d'Armagnac e di Fezensac, conte di Charolais e visconte di Lomagne e d'Auvillar, Giovanni IV e di Isabella d'Évreux-Navarra), che aveva sposato il  duca d'Alençon e conte di Perche, Giovanni II d'Alençon (1409 † 1476), ed erano i genitori di Renato d'Alençon.

## Biografia
Nel 1492, alla morte del padre, Carlo ricevette il ducato d'Alençon e la contea di Perché.
Il 3 giugno 1497 a Castelnau-de-Montmiral, morì, senza eredi il suo prozio (fratello della sua nonna paterna), il Conte di Rodez, conte d'Armagnac e di Fezensac, Carlo I, che in quello stesso anno, aveva fatto dono a Carlo di tutti i suoi possedimenti.
Alla morte di Carlo I, i pretendenti dei suoi possedimenti furono molti, ma alla fine la successione tocco a Carlo IV d'Alençon, che fu riconosciuto, come tale solo il 29 aprile 1514, anche perché era il marito di Margherita d'Angoulême, sorella maggiore di Francesco d'Angoulême, marito di Claudia di Francia, ed erede al trono francese; il documento di conferma fu siglato nel febbraio 1515, quando Francesco era già Francesco I di Francia.
Carlo partecipò a diverse spedizioni militari, agli ordini del re di Francia, Luigi XII, ed in particolare, partecipò alle campagne d'Italia del 1507, partecipando all'assedio di Genova, e poi a quella del 1509, dove partecipò alla battaglia di Agnadello, alla conquista di Bergamo, Caravaggio, Peschiera e Cremona.
Nel 1509 sposò Margherita d'Angoulême (1492-1549), figlia del duca d'Angoulême Carlo di Valois e di Luisa di Savoia e sorella maggiore del futuro re di Francia, Francesco I. Dalla loro unione non nacquero figli. 
Suo cognato divenne re di Francia nel 1515 e Carlo lo seguì, ancora una volta in Italia, e nello stesso 1515, a Melegnano, 16 km sud est di Milano prese parte alla battaglia di Marignano.
Rientrato in Francia, nel 1521 partecipò alla difesa della contea di Champagne contro l'imperatore del Sacro Romano Impero, Carlo V che aveva condotto una spedizione in terra francese.
Nel 1525 prese parte alla battaglia di Pavia, dove il re Francesco I fu catturato dagli imperiali. Dopo la cattura del re, Carlo d'Alençon prese il comando dell'armata francese, ma i francesi furono sconfitti e Carlo venne accusato di aver abbandonato il suo re.
Sconvolto sia per la disfatta sia per l'ingiusta accusa Carlo si ammalò e poco dopo, nello stesso anno, morì.
Alla sua morte tutti i suoi possedimenti andarono alla moglie Margherita d'Angoulême, sorella di Francesco I, re di Francia, mentre Francesca, la sorella di Carlo, fu esclusa dalla successione.

## Ascendenza
|                                |                      |                         | Genitori                  |  |  | Nonni |  |  | Bisnonni             |  |  | Trisnonni           |  |
|                                |                      |                         |                           |  |  |       |  |  | Giovanni I d'Alençon |  |  | Pietro II d'Alençon |  |
|                                |                      |                         |                           |  |  |       |  |  | Giovanni I d'Alençon |  |  | Pietro II d'Alençon |  |
|                                |                      | Maria Chamaillard       |                           |  |  |       |  |  | Giovanni I d'Alençon |  |  |                     |  |
| Giovanni II d'Alençon          |                      |                         |                           |  |  |       |  |  | Giovanni I d'Alençon |  |  |                     |  |
|                                |                      | Maria di Bretagna       | Giovanni V di Bretagna    |  |  |       |  |  |                      |  |  |                     |  |
|                                |                      | Maria di Bretagna       | Giovanni V di Bretagna    |  |  |       |  |  |                      |  |  |                     |  |
|                                |                      | Maria di Bretagna       | Giovanna di Navarra       |  |  |       |  |  |                      |  |  |                     |  |
| Renato d'Alençon               |                      | Maria di Bretagna       |                           |  |  |       |  |  |                      |  |  |                     |  |
|                                |                      | Giovanni IV d'Armagnac  | Bernardo VII d'Armagnac   |  |  |       |  |  |                      |  |  |                     |  |
|                                |                      | Giovanni IV d'Armagnac  | Bernardo VII d'Armagnac   |  |  |       |  |  |                      |  |  |                     |  |
|                                |                      | Giovanni IV d'Armagnac  | Bona di Berry             |  |  |       |  |  |                      |  |  |                     |  |
| Maria d'Armagnac               |                      | Giovanni IV d'Armagnac  |                           |  |  |       |  |  |                      |  |  |                     |  |
|                                |                      | Isabella di Navarra     | Carlo III di Navarra      |  |  |       |  |  |                      |  |  |                     |  |
|                                |                      | Isabella di Navarra     | Carlo III di Navarra      |  |  |       |  |  |                      |  |  |                     |  |
|                                |                      | Isabella di Navarra     | Eleonora di Trastámara    |  |  |       |  |  |                      |  |  |                     |  |
| Carlo IV d'Alençon             |                      | Isabella di Navarra     |                           |  |  |       |  |  |                      |  |  |                     |  |
|                                | Antonio di Vaudémont | Federico I di Vaudémont |                           |  |  |       |  |  |                      |  |  |                     |  |
|                                | Antonio di Vaudémont | Federico I di Vaudémont |                           |  |  |       |  |  |                      |  |  |                     |  |
|                                | Antonio di Vaudémont | Margherita di Joinville |                           |  |  |       |  |  |                      |  |  |                     |  |
| Federico II di Vaudémont       | Antonio di Vaudémont |                         |                           |  |  |       |  |  |                      |  |  |                     |  |
|                                |                      | Maria d'Harcourt        | Giovanni VII d'Harcourt   |  |  |       |  |  |                      |  |  |                     |  |
|                                |                      | Maria d'Harcourt        | Giovanni VII d'Harcourt   |  |  |       |  |  |                      |  |  |                     |  |
|                                |                      | Maria d'Harcourt        | Maria d'Alençon           |  |  |       |  |  |                      |  |  |                     |  |
| Margherita di Lorena-Vaudémont |                      | Maria d'Harcourt        |                           |  |  |       |  |  |                      |  |  |                     |  |
|                                |                      | Renato d'Angiò          | Luigi II d'Angiò          |  |  |       |  |  |                      |  |  |                     |  |
|                                |                      | Renato d'Angiò          | Luigi II d'Angiò          |  |  |       |  |  |                      |  |  |                     |  |
|                                |                      | Renato d'Angiò          | Iolanda d'Aragona         |  |  |       |  |  |                      |  |  |                     |  |
| Iolanda d'Angiò                |                      | Renato d'Angiò          |                           |  |  |       |  |  |                      |  |  |                     |  |
|                                |                      | Isabella di Lorena      | Carlo II di Lorena        |  |  |       |  |  |                      |  |  |                     |  |
|                                |                      | Isabella di Lorena      | Carlo II di Lorena        |  |  |       |  |  |                      |  |  |                     |  |
|                                |                      | Isabella di Lorena      | Margherita del Palatinato |  |  |       |  |  |                      |  |  |                     |  |
|                                |                      | Isabella di Lorena      |                           |  |  |       |  |  |                      |  |  |                     |  |

## Discendenza
Di Carlo d'Alençon non si conosce discendenza. 

### Fonti primarie
- (FR)  Histoire généalogique et chronologique de la maison royale de France, tomus III.
- (FR)  Documens historiques et généalogiques sur les familles et les hommes remarquables du Rouergue.

### Letteratura storiografica
- (FR)  La maison d'Armagnac au XVe siècle et les dernières luttes de la féodalité.